# Orșova - după 20 de ani
Orșova - după 20 de ani este un film românesc din 1987 regizat de Constantin Vaeni.